# Jahm Ibn Safwân
Jahm bin Safwan (arabe : جَهْم بن صَفْوان, translittéré : Jahm bin Ṣafwān) était un théologien islamique de l'époque omeyyade, dont le nom est à l'origine de l'appellation "jahmiyya."
Au cours de sa vie, il s'est attaché au chef rebelle Al-Harith ibn Surayj, un dissident au Khurasan. Il a été exécuté en 745 par Salm ibn Ahwaz.
Les informations historiques fiables sur Jahm sont rares et proviennent de sources hostiles datant de périodes ultérieures.

## Biographie
Né à Koufa, il s'est ensuite installé à Khurāsān, à Termez, où il a étudié sous la direction de al-Ja'd b. Dirham.
Al-Ja'd b. Dirham, enseignant du dernier calife omeyyade Marwan II, est décrit comme un Dahrī et Zindīq (hérétique) pour avoir été le premier à déclarer que Dieu ne parle pas, et donc que le Coran est créé. Il fut ainsi le premier musulman dont il est rapporté qu'il ait parlé de la création du Coran et rejeté l'amitié d'Abraham avec Dieu et la conversation de Moïse avec Lui. 
Il y a une divergence d'opinion si Jahm ibn Safwan a réellement fondé l'école du Jahmisme, beaucoup pensent qu'elle est apparu un peu plus tard sous son nom, et que Jahm étais un murji.
Jahm travailla en tant qu'assistant d'al-Harith ibn Surayj lors de la révolte de ce dernier contre le gouverneur omeyyade Nasr ibn Sayyar. Jahm fut tué lors de la première tentative de prise de Merv en 746, bien que cette révolte ait considérablement affaibli le pouvoir omeyyade et contribué indirectement au succès de la révolution abbasside.

## Apprentissage
Établir le contenu positif des doctrines de Jahm est difficile, car elles sont reproduites de manière abrégée dans des œuvres polémiques postérieures, impossibles à vérifier. Cependant, on dit qu'il enseignait que seules quelques attributs peuvent être attribués à Dieu, comme la création, le pouvoir divin et l'action, tandis que d'autres, comme la parole, ne le peuvent pas. Par conséquent, il considérait qu'il était erroné de parler de la "parole éternelle" du Coran, car Dieu, selon Jahm, n'est pas un locuteur.
Jahm était également un partisan du déterminisme extrême, selon lequel l'homme n'agit que de manière métaphorique, de la même manière que l'on dit que le soleil "se couche" : selon Jahm, il s'agit d'une convention linguistique plutôt que d'une description précise, car c'est en réalité Dieu qui fait se coucher le soleil.
Les doctrines de Jahm concernant Dieu et Ses attributs furent utilisées comme point de critique envers les Mu'tazila, qui étaient parfois qualifiés de "jahmites" par leurs adversaires. Les Mu'tazila croyaient également que le Coran était créé, un principe qui s'accordait, selon certains témoignages, avec la position de Jahm.
Jahm n’a laissé aucun écrit, mais de nombreux érudits musulmans ont traité de ses doctrines, et quelques chercheurs modernes ont mené des études sur lui.

## Critiques

### Contemporains
Muqatil ibn Sulayman, un commentateur ancien du Coran que les musulmans sunnites voient comme l’opposé extrême de Jahm, était un contemporain de Jahm et très critique envers lui. Entre eux, un débat théologique et politique intense se déroula dans la mosquée de Marw, touchant aux attributs divins et à deux figures politiques affiliées respectivement aux deux hommes. Chacun d’eux finit par écrire un ouvrage réfutant l'autre, et Muqatil utilisa ses liens politiques pour faire expulser Jahm de Balkh, le faisant envoyer à Termez. Muqatil fonda un mouvement rival de la Jahmiyya appelé Muqatiliyya. Les musulmans sunnites se sont souvent identifiés comme occupant une position intermédiaire entre les deux extrêmes – la négation des attributs divins (Ta'til) et leur anthropomorphisme (Tasbih). Muqatil lui-même fut critiqué par des érudits de son époque comme Abu Hanifa et Makki ibn Ibrahim, le maître d'al-Bukhari.
Abu Hanifa (m. 150 H) critiqua également sévèrement Jahm ainsi que la Muqatiliyya opposée. En particulier, Abu Hanifa alla jusqu'à déclarer Jahm comme un incroyant.

### Érudits ultérieurs
Un théologien nommé Uthman bin Sa'id ad-Darimi (m. 280 H), à ne pas confondre avec l'auteur du Sunan ad-Darimi, rédigea également des réfutations des doctrines de Jahm et écrivit une grande réfutation d'un jahmite éminent nommé Bishr al-Marisi, le déclarant Kafir (incroyant). Comme Muqatil, Uthman bin Sa'id fut lui-même critiqué pour avoir adopté une position extrême opposée à celle de Jahm, étant qualifié de Mujassim (anthropomorphiste). L'érudit sunnite en hadith et ascète al-Hakim al-Tirmidhi (m. ~280 H) écrivit une réponse à ses vues.
De nombreux savants du Hadith ont écrit des réfutations des doctrines de Jahm bin Ṣafwān, notamment le savant sunnite du Hadith Ahmad ibn Hanbal (mort en 241 H) et ses élèves comme al-Bukhari (mort en 256 H) et Abu Dawud as-Sijistani (mort en 275 H). Al-Bukhari adopta les enseignements du traditionniste et théologien du Kalam Ibn Kullab aux côtés d'al-Karabisi en matière de croyance, qui a également rejeté les Jahmiyyah. Plus tard, les théologiens sunnites du Kalam continuèrent à le critiquer, en particulier Abu Hasan al-Ashari (mort en 324 H) et Abu Mansur al-Maturidi (mort en 333 H), et il continua à être mentionné dans les travaux d'hérésiologie ash'arite et maturidite ultérieurs.